# 陳國寶
陳國寶（1912年5月13日—1976年11月19日），原越南勞工總聯合會主席，青年時代因爲參與反殖民活動曾被逮捕入獄，是一位反共主義者。

## 生平
1912年5月13日，陳國寶出生於越南中部平定省新儀（Tân Nghi）。:33
1976年11月19日，陳國寶在法國巴黎逝世。